# 大境门街道
大境门街道，是中华人民共和国河北省张家口桥西区下辖的一个乡镇级行政单位。

## 行政区划
大境门街道下辖以下地区：
西岔社区、西沟社区、西山底社区、黄土场社区和平门社区。